# 2816 Pien
2816 Pien (1982 SO) là một tiểu hành tinh vành đai chính được phát hiện ngày 22 tháng 9 năm 1982 bởi E. Bowell ở Flagstaff (AM).